# Zaramo (Volk)

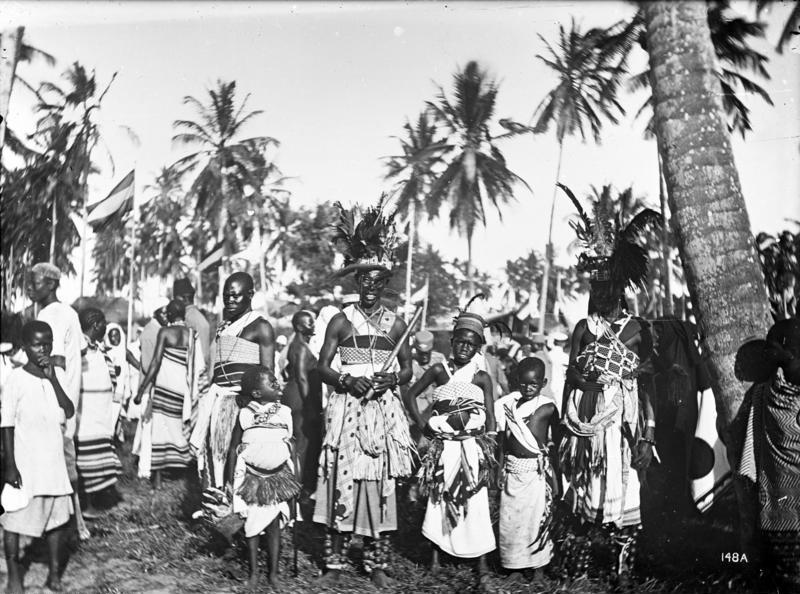
Wassaramo (Zaramo), 1906

Die Zaramo (auch Saramo oder in ihrer eigenen Mehrzahlbezeichnung Wasaramo) sind eine Ethnie zwischen Dar es Salaam und Bagamoyo in der Region Pwani in Tansania, der im Jahr 2000 schätzungsweise 656.730 Menschen angehören.
Ihre traditionelle Sprache ist die gleichnamige Bantusprache Zaramo, die allerdings gegenüber dem Swahili an Bedeutung eingebüßt hat. Vorherrschende Religion ist der Islam, wobei es auch Christen und Anhänger der traditionellen Religion mit einer Gottheit Mulungu gibt.
Das Gebiet der Zaramo, größtenteils in den heutigen Distrikten Kisarawe und Bagamoyo der Pwani-Region gelegen, wird auch Usaramo genannt. Heute leben viele Zaramo auch im nahe gelegenen Daressalam.
Die Zaramo waren vom ostafrikanischen Sklavenhandel betroffen; Nachfahren im 19. Jahrhundert versklavter Zaramo leben heute als somalische Bantu in Südsomalia.